# Ragazza tutta nuda assassinata nel parco
Ragazza tutta nuda assassinata nel parco (Joven de buena familia suspechosa de asesinado) è un film del 1972, diretto da Alfonso Brescia.

## Trama
Chris Bayer viene incaricato di indagare su un omicidio avvenuto in un luna park. L'uomo, nel frattempo, instaura una relazione con la figlia del defunto.
I due decidono di convivere nella lussuosa villa della donna, ma strani fatti e misteriosi omicidi avvengono nella dimora.

## Produzione

### Sceneggiatura
Fra i realizzatori della sceneggiatura compare il nome di Peter Skerl. Quest'ultimo è famoso per aver diretto il cult Bestialità, oltre ad essere uno dei volti più oscuri del cinema di genere italiano. La rivista Nocturno gli ha dedicato numerosi articoli.

### Riprese
Le scene interne sono state ricreate nei laboratori Elios di Roma.

## Distribuzione
Il film è uscito nelle sale italiane il 30 maggio del 1972. Due anni dopo è stato esportato all'estero.
La pellicola, in seguito, venne edita in formato home video.

## Accoglienza
Il magazine Quinlan considera il lungometraggio di Brescia «curioso e interessante più che memorabile, conta un buon soggetto e qualche sprazzo visionario».